# Teixobactina
La teixobactina és un antibiòtic descobert el 2014 en bacteris no cultivats al sòl segons tècniques desenvolupades per investigadors de la Universitat Northeastern a Boston. Aquest descobriment fou publicat el 2015 després d'una investigació conjunta realitzada per tres instituts als Estats Units i a Alemanya. Segons aquests investigadors, aquesta molècula, a la qual no hi van trobar cap mutant de Staphylococcus aureus o Mycobacterium tuberculosis susceptible de resistir, obriria el camí per al desenvolupament d'antibiòtics que permetrien evitar l'aparició d'una farmacoresistència en els organismes estudiats.
S'ha demostrat que és activa enfront de bacteris grampositius que han desenvolupat resistència als antibiòtics aprovats.
El mecanisme d'acció de la substància guarda algunes similituds amb el de la vancomicina. S'uneix a diferents polímers de la paret cel·lular bacteriana, i provoca danys en aquesta que acaben per destruir al bacteri. Aquest mecanisme d'acció podria hipotèticament dificultar el desenvolupament de farmacoresistències, que constitueixen un dels principals problemes que apareixen després de l'ús d'antibiòtics i provoquen la disminució o supressió de la seva activitat.